# NGC 536
NGC 536 é uma galáxia espiral barrada (SBb) localizada na direcção da constelação de Andromeda. Possui uma declinação de +34° 42' 12" e uma ascensão recta de 1 horas, 26 minutos e 21,6 segundos.
A galáxia NGC 536 foi descoberta em 13 de Setembro de 1784 por William Herschel.